# 이특
이특 (본명: 박정수, 朴正洙, 1983년 7월 1일 ~ )은 대한민국의 가수이자 방송인으로,
아이돌 그룹 슈퍼주니어의 리더, 서브보컬, 서브래퍼이다 슈퍼주니어-L.S.S. 의 멤버이다.

## 학력
- 서울신사초등학교(1996년 졸업)
- 숭실중학교(1999년 졸업)
- 숭실고등학교(2002년 졸업)
- 수원과학대학교 방송연예과(전문학사)
- 청운대학교 방송음악학(학사)
- 청운대학교 정보산업대학원 방송음악학(2010년 석사)
- 가천대학교 대학원 무역학(2012년 박사과정 수료)

## 음반 활동
- 슈퍼주니어
  - 슈퍼주니어-T
  - 슈퍼주니어-Happy
  - 슈퍼주니어-L.S.S.

## 음반 외 활동
- 《일요일 일요일 밤에 - 오늘을 즐겨라》 - 해주세요(2011) / 투정(2011)
- 《아이스크림》(2011)

### TV/방송
- 2025년 TV조선 《과몰입클럽 내멋대로》 - MC

### 종료한 프로그램
- 2000년 SM Casting System에서 Casting
- 2005년 동방신기 쇼케이스 - MC
- 2005년 KMTV 《슈퍼주니어쇼 시즌1》
- 2005년 Mnet 《엠카운트다운》 - MC
- 2006년 Mnet 《대결! 슈퍼주니어의 자작극》
- 2006년 Mnet 《미스터리 추적6》
- 2006년 KMTV 《미소년 합숙 대소동》
- 2007년 KMTV 《아이돌 월드 - 슈퍼주니어T》
- 2007년 SBS 《TV동물농장 - 슈퍼주니어의 유기견 입양 프로젝트》
- 2008년 Mnet 《이특의 러브파이터》 - MC
- 2008년 Mnet 《총각 연애하다》 - MC
- 2008년 SBS 《일요일이 좋다 - 인체탐험대》
- 2008년 코미디TV 《기막힌 외출 3》 공동 MC
- 2008년 KBS 《미녀들의 수다》
- 2008년 MBC EVERY1 《트리플 드라마 - 슈퍼주니어의 기막힌 이야기》
- 2009년 MBC 《스친소 서바이벌》
- 2008년 MBC EVERY1 《아이돌 군단의 떴다! 그녀》 - MC
- 2009년 KBS2 《로드쇼 퀴즈원정대》 - MC
- 2009년 KBS2 《도전! 황금사다리》 - MC
- 2009년 KBS2 《대결! 노래가 좋다》 - MC
- 2009년 KBS joy 《휴먼 네트워크 미라클》 - MC
- 2009년 MBC EVERY1 《반지의 제왕》 - MC
- 2009년 SBS 《강심장》
- 2010년 SBS 《태극기 휘날리며》
- 2010년 MBC EVERY1 《러브추격자》 - MC
- 2010년 MBC 《일요일 일요일 밤에 - 오늘을 즐겨라》
- 2010년 MBC EVERY1 《슈퍼주니어의 선견지명》 - MC
- 2011년 tvN 《오천만의 대 질문》 - MC
- 2011년 E채널 《최강커플》 - MC
- 2011년 KBS JOY 《슈퍼주니어와 씨스타의 헬로베이비》
- 2011년 MBC 《우리 결혼했어요》 (with 강소라)
- 2011년 SBS 《놀라운 대회 스타킹》 (with 붐)
- 2015년 MBC EVERY1 《천생연분 리턴즈》 - MC
- 2015년 JTBC 《화이트스완》 - MC
- 2015년 SBS 《놀라운 대회 스타킹》 - MC
- 2015년 ~ 2023년 Mnet 《너의 목소리가 보여》 - MC
- 2016년 SBS 《스타킹》 - MC
- 2016년 tvN 《노래의 탄생》 - MC
- 2016년 SBS 《제37회 청룡영화상》 2부
- 2016년 MBC 《전설의 탄생》 (with 박인비)
- 2016년 tvN 《노래의 탄생》 - MC
- 2016년 코미디TV 《운빨 레이스》 - MC
- 2016년 KBS1 《창작동요대회》 - MC
- 2016년 TV조선 《아이돌잔치》 - MC
- 2017년 EBS1 《최고의 요리 비결》 - MC
- 2017년 JTBC 《김제동의 톡투유 - 걱정 말아요! 그대》
- 2017년 MBC 《겁 없는 녀석들》
- 2018년 XtvN 《슈퍼TV》- MC, 출연자
- 2018년 채널A 《팔아야 귀국》
- 2020년 Mnet 《9th GAONCHART MUSIC AWARDS 2019》 - MC (with 리아)
- 2020년 MBC《최애 엔터테인먼트》
- 2020년 ~ 2021년 tvN《수미네 반찬》
- 2023년 TV조선 《더 퀸즈》 - MC

### 라디오
- 2006년 8월 21일 ~ 2011년 12월 4일 / 2016년 4월 25일 ~ 2016년 10월 16일: KBS 쿨FM 《슈퍼주니어 키스 더 라디오》
- 2006년: TBS 《생방송 슈퍼주니어의 뮤직 쇼》

### 드라마
- 2000년 MBC 《이브의 모든 것》 - 단역
- 2011년 KBS 《드림하이》 - 카메오 출연
- 2011년 MBC 《몽땅 내사랑》 - 카메오 출연
- 2015년 Mnet 《칠전팔기 구해라》 - 카메오 출연
- 2017년 MBC 《보그맘》 - 카메오 출연
- 2024년 MBC 《DNA 러버》 - 카메오 출연

### 뮤지컬
- 2013년 군 뮤지컬 《The Promise》

## 팬미팅

### SUPER JUNIOR LEETEUK FANCLUB EVENT "Memory"
| 개최일                | 도시 | 국가 | 개최지                      |
| --------------------- | ---- | ---- | --------------------------- |
| 2015년 10월 24일      | 동경 | 일본 | 토요스 PIT                  |
| 2016년 12월 4일       | 대판 | 일본 | 오사카 페스티벌 홀          |
| 2016년 12월 9일       | 횡빈 | 일본 | 파시피코 요코하마 국립대 홀 |
| 2019년 4월 30일 (1회) | 신숙 | 일본 | 신쥬쿠 문화 센터            |
| 2019년 4월 30일 (2회) | 신숙 | 일본 | 신쥬쿠 문화 센터            |

### 2016 Leeteuk 1st Solo Fanmeeting Asia Tour "Star:Teuk"
| 개최일           | 도시 | 국가     | 개최지                          |
| ---------------- | ---- | -------- | ------------------------------- |
| 2016년 9월 3일   | 상해 | 중국     | 상해가공간                      |
| 2016년 12월 10일 | 대북 | 중화민국 | 타이베이 인터네셔널 컨벤션 센터 |

### LEETEUK BIRTHDAY PARTY
| 개최일          | 도시 | 국가     | 개최지         |
| --------------- | ---- | -------- | -------------- |
| 2018년 7월 2일  | 서울 | 대한민국 | SMTOWN THEATER |
| 2019년 6월 30일 | 서울 | 대한민국 | SMTOWN THEATER |

### 2023 HAPPY TEUK DAY - ch.701
| 개최일          | 도시 | 국가     | 개최지              |
| --------------- | ---- | -------- | ------------------- |
| 2023년 6월 27일 | 서울 | 대한민국 | 노들섬 라이브하우스 |

### 2024 B－day PARTY - LEETEUK［LUCKY 777］
| 개최일          | 도시 | 국가     | 개최지                      |
| --------------- | ---- | -------- | --------------------------- |
| 2024년 6월 29일 | 서울 | 대한민국 | 건국대학교 새천년관대공연장 |

## 수상
- 2009년 SBS 연예대상 버라이어티 부문 신인상 (with 은혁, 붐)
- 2011년 SBS 연예대상 토크쇼 부문 우수상
- 2012년 SBS 연예대상 토크쇼 부문 베스트엔터테이너상
- 2012년 MBC 방송연예대상 쇼버라이어티 부문 인기상

## 사건사고
- 2007년 4월 19일 오전 0시 20분 쯤에 이특과 은혁이 진행하는 KBS 2FM 《슈퍼주니어의 키스 더 라디오》 생방송이 끝난 뒤 밴을 타고 이동하다가 올림픽대로 동작대교 인근에서 이특은 은혁, 신동, 규현과 차량이 전복되는 교통사고를 당했다. 신동과 은혁은 가벼운 부상이었지만 이특과 규현은 심각했다. 이특은 오른쪽 눈 윗부분과 등부분 등에 심하게 다쳐 총 170여 바늘을 꿰맸다. 슈퍼주니어 소속사 관계자는" 등 부위는 150여 바늘 정도 치료가 필요한 상처를 입었고 얼굴 역시 깊이 찢어져 20바늘 정도 꿰맸다."고 밝혔다. 이 사고로 규현은 폐를 다쳐 중환자실에 입원하기도 하였다.[1] 이특은 이 사고로 생긴 허리디스크로 보충역 판정을 받았으나, 본인의 의지로 2012년 10월 30일 현역으로 입대하고,[2] 2014년 7월 29일에 제대하였다.

## 가족 관계
- 할아버지 : 박현석 (1930년 ~ 2014년 1월 6일)
- 할머니 : 천경태 (1935년 ~ 2014년 1월 6일)
- 아버지 : 박용인 (1957년 ~ 2014년 1월 6일)
- 어머니 : 유숙영
- 누나 : 박인영 (1982년 3월 18일 ~ )
- 배우자 : 매형 강병수 (1984년)생